# 閖上
閖上（ゆりあげ）は、宮城県名取市の大字および町丁。郵便番号は981-1213。人口は87人、世帯数は47世帯（2024年4月30日現在）。現行行政地名は閖上一丁目および七丁目であり、ほか多数の小字を擁する。住居表示は全域で未実施。旧陸前国名取郡閖上浜、宮城県名取郡東多賀村大字閖上、名取郡閖上町大字閖上、名取郡名取町閖上。
名取川南岸の、太平洋に面する場所に位置する。漁港を有する港町である。2011年（平成23年）3月11日に発生した東日本大震災による津波で大きな被害を受け、復興が進められている。

## 由来
江戸時代前期の1697年、仙台藩主・伊達綱村が大年寺の落慶法要に参拝しての帰途、山門内からはるか東方に見えた波打つ浜を「あれは何というところか」と問うたところ、近侍の者が「『ゆりあげはま』にございます」と答えた。重ねて「文字はどう書くのか」と問うたところ、「文字はありません」と答えた。これを受けて綱村は「門の内から水が見える故に、今後は門の中に水と書いて閖上と呼ぶように」と言い、仙台藩専用の「閖」という文字が出来た故事がある。また閖は「揺れる（ゆれる）」に同じで、『龍龕手鑑』に同字がある。他に江戸時代の文献には「淘上浜」「淘揚浜」の別表記が存在する。

## 歴史

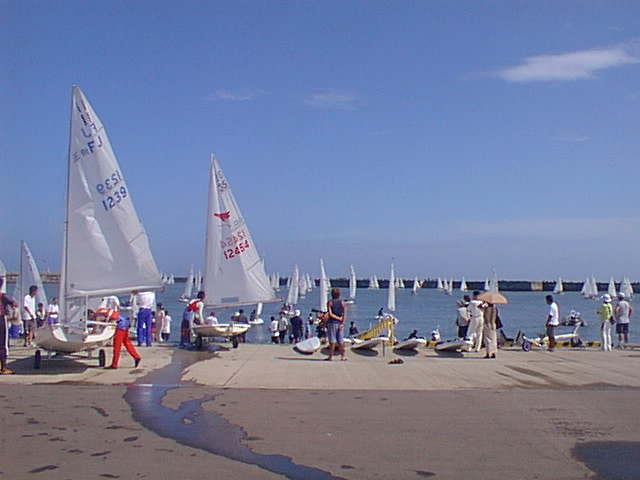
ヨットの大会。

江戸時代には仙台藩直轄の港で、仙台に魚介類を売り栄えた。半農半漁の地帯で、農民と漁師の風習・言葉遣いが混在する地域だった。
1889年（明治22年）、閖上を含む5つの村が合併して東多賀村が発足した。この時点で閖上には380世帯があった。このうち100世帯が漁業を専門とし、180世帯は漁業と農業または漁業と商業を兼業していた。閖上には10トン以下の小型船が30艘あった。これに7人から10人が乗り込み、10海里程度の範囲で沿岸漁業を営んでいた。閖上には5軒の魚問屋があり、競り落された魚は仙台や周辺の町村に行商で売りに出された。マグロやカツオの最盛期には特に活気があったという。1903年（明治36年）に閖上浜漁業組合が結成され、共同して漁業の改善が取り組まれた。
大正時代になると焼玉エンジンやディーゼルエンジンが普及し漁船の動力化が進んだ。これに伴って漁船が大型化し、操業海域も15海里程度まで広がった。1922年（大正11年）には製氷会社が開業し、閖上で水揚げされた魚が福島県や東京など宮城県外にも送り出されるようになった。この頃、閖上の港に他地域の船も水揚げのために入港した。
1924年（大正13年）に41人の発起人が軽便鉄道の敷設を目指して増東軌道株式会社を立ち上げた。東北本線の増田駅（現在の名取駅）から閖上の間に軌道が敷設され、1926年（大正15年）に営業運転が開始された。旅客輸送、貨物輸送共に扱っていたが、1938年（昭和13年）に鉄道営業を止め、バスによる旅客輸送に転換した。1943年（昭和18年）に仙台市営バスが同じ区間で運行を始めたのに伴って、増東軌道株式会社は解散した。
この間、1928年（昭和3年）に東多賀村は町制を施行して閖上町となった。この頃になると、漁船の航海距離がさらに延びて日帰り操業ではなくなる。1939年（昭和14年）に閖上は第2種漁港に指定され、港の修築が計画された。太平洋戦争が勃発すると船が徴用され、水揚げ量は落ち込んだ。戦後になると25トンから30トンの漁船が主流になり、中には100トンを越える鋼製大型船で遠洋漁業に携わる者も現れた。1955年（昭和30年）に閖上町は周辺町村と合併し名取町となり、その3年後に名取町は市制を施行した。

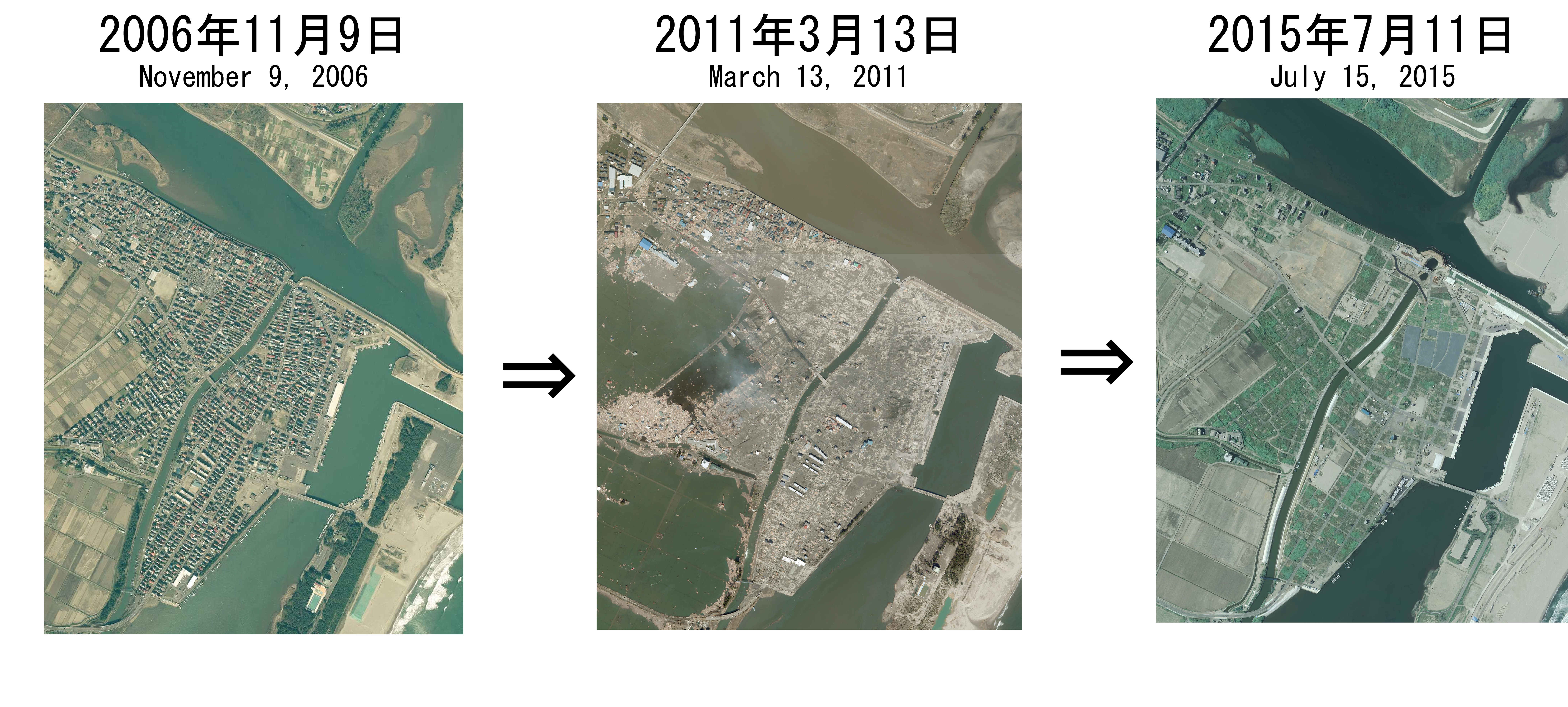
閖上の東北地方太平洋沖地震前後の変化。
出典：『国土交通省「国土画像情報（カラー空中写真）」（配布元：国土地理院地図・空中写真閲覧サービス）』

### 東日本大震災
2011年（平成23年）の東北地方太平洋沖地震（東日本大震災）では、東北地方の太平洋側の他地区と同様、津波で大きな被害を受けた。閖上小中学校は被災した2つの学校を統合・再建したものである。
閖上漁港で朝市が再開され、4メートル前後の盛り土によりかさ上げされた造成地に新興住宅街が整備されるなど、復興や防災対策が進められている。日和山に慰霊碑が建てられているほか、震災について伝承する資料館「閖上の記憶」が所在する。
仙台市中心部まで10キロメートル程度と近く地価が安いうえ、名取市が補助金で移住者を誘致したことで、震災前より人口は2％増えた。だが震災前からの住民には交流が少なくなったことを嘆く声もある。
震災前から閖上の文化などを調べていた郷土史家の大脇兵七が、避難した古老への聞き取りを継続。閖上地区の年中行事や方言を『好きです閖上 ゆりあげの歳時記』『好きです閖上 なとりの言霊(名取の方言・訛語)』として自費出版した。
水産業の復興では、カナダ連邦政府が閖上漁港朝市エリアの「メイプル館」設置を支援した。また復興支援の一環としてシラス漁が宮城県南部でも解禁された。閖上産は「北限のシラス」として、2017年から「閖上しらす祭り」が開かれるようになった。
2018年には被災で閉鎖されていた「閖上ヨットハーバー」が再開され、5月26日に北日本オープンヨット選手権が開催された。津波で全壊した閖上湊神社の移転・再建も始まり、伊勢神宮から神宮式年遷宮で不要になった鳥居が譲られ、5月28日に据え付けられた。2020年12月6日には社殿も完成した。
2019年4月25日、商業施設「かわまちてらす閖上」がグランドオープンした。地元住民は食品を買う場所が乏しく、名取市が高齢者を他地区のスーパーマーケットに送迎していたが、2017年にスーパー出店企業を公募。2020年7月にアークス子会社が売り場面積3000平方メートルの大型スーパーを開業した。地元消費者だけで採算確保は難しかったが、地場食品を多く並べる道の駅的な機能を持たせる戦略で域外からも集客している。
映画監督の新海誠は、2016年公開のアニメーション映画『君の名は。』の着想を震災発生直後の閖上で得たと明かしている。

## 世帯数と人口
2024年（令和6年）4月30日現在の世帯数と人口は以下の通りとなる。
| 丁目・小字     | 世帯   | 人口 |
| -------------- | ------ | ---- |
| 閖上七丁目     | 0世帯  | 0人  |
| 閖上字東須賀   | 0世帯  | 0人  |
| 閖上字新鶴塚   | 3世帯  | 6人  |
| 閖上字五十刈   | 0世帯  | 0人  |
| 閖上字東場     | 0世帯  | 0人  |
| 閖上字新狐島   | 3世帯  | 7人  |
| 閖上字鍋沼     | 0世帯  | 0人  |
| 閖上字境       | 2世帯  | 7人  |
| 閖上字太子堂   | 31世帯 | 53人 |
| 閖上字猿猴     | 3世帯  | 5人  |
| 閖上字新猿猴   | 4世帯  | 8人  |
| 閖上字新大塚   | 0世帯  | 0人  |
| 閖上字上殿谷地 | 1世帯  | 1人  |
| 閖上字川前     | 0世帯  | 0人  |
| 閖上字川前上   | 0世帯  | 0人  |
| 閖上字川前中   | 0世帯  | 0人  |
| 閖上字川前下   | 0世帯  | 0人  |
| 閖上字柳原上   | 0世帯  | 0人  |
| 閖上字柳原中   | 0世帯  | 0人  |
| 閖上字柳原下   | 0世帯  | 0人  |
| 閖上字平田橋   | 0世帯  | 0人  |
| 閖上字大塚     | 0世帯  | 0人  |
| 閖上字鰻子     | 0世帯  | 0人  |
| 閖上字怒田     | 0世帯  | 0人  |
| 閖上字下殿谷地 | 0世帯  | 0人  |
| 閖上字道南     | 0世帯  | 0人  |
| 計             | 47世帯 | 87人 |

## 周辺施設等
- 名取市立閖上小中学校（名取市立閖上小学校、名取市立閖上中学校を統合した小中一貫教育校）[26]
- 閖上駅（戦前に廃止された増東軌道の廃駅）
- 貞山運河
- クマノテドット本社 - 地元のウェブ制作会社の社屋[27]。漁港の側に建設された高床式の建物であり、津波避難施設ではない[28]。
- 旧鈴木英二邸（震災遺構）

### 閖上漁港
閖上漁港は宮城県が管理する第2種漁港である。名取川河口の潟湖である広浦の中に位置する。この漁港と外洋の出入りには、古くは名取川の河口を経由する必要があったが、川底への土砂の堆積の影響などから漁船の入出港に危険が伴っていた。これを改善するために、1983年（昭和58年）に外洋へ直接通じる新たな航路および副港を建設する構想が打ち出され、数次に渡る計画をもって防波堤などの施設と共に整備されることになった。この新航路は2001年（平成13年）に開通を迎え、この年に行われた第56回国民体育大会のヨット競技はこの閖上漁港を使って行われた。